# Barabashov (cratère)
Pour les articles homonymes, voir Barabashov (homonymie).

Le cratère Barabashov.

Le cratère Barabashov est un cratère d'impact de 120,67 km de diamètre situé sur Mars dans le quadrangle d'Arcadia. Il a été nommé en référence à l’astronome russe Nikolai P. Barabashov (en).